# Бален (Антверпен)
Бален (нидерл. Balen) — коммуна в Бельгии, в провинции Антверпен Фламандского региона. Состоит из населённых пунктов Бален и Олмен (Olmen). По статистическим данным от 1 января 2006 года, население коммуны — 20 276 человек.
Общая площадь — 72,88 км², плотность населения — 278 чел./км².